# 石悦安鑫
石悦安鑫（英語：Anson，2007年10月18日—），出生于江苏省扬州市宝应县，中国男演员。
2013年，石悦安鑫出演都市生活轻喜剧《抹布女也有春天》，正式出道。同年他获得2013年星光宝贝“最佳上镜奖”。
2014年，他出演都市喜剧《我的儿子是奇葩》。2015年6月，石悦安鑫出演都市轻喜剧《小爸妈》。11月，他因在古装剧《芈月传》中饰演童年嬴稷，为观众所知。2016年，他出演古装历史剧《秀丽江山之长歌行》。2017年，石悦安鑫首次担纲主演，主演都市家庭剧《淘气爷孙》；同年，他还在古装玄幻剧《三生三世十里桃花》中饰演了童年夜华。2019年，在剧情、古装、宫廷电视剧《皓镧传》中饰演9岁嬴政。2021年，在青春、偶像、古装电视剧《骊歌行》中饰演秦王。3月31日，参演电视剧《明天我们好好过》播出。2022年1月20日，参演的电视剧《流光之城》播出。9月27日，主演的志怪单元探案剧《唐朝诡事录》播出，在剧中饰演喜君的小仆少年小将薛环。2024年7月18日，参演电视剧《唐朝诡事录之西行》播出。

## 人物经历

### 早年经历
石悦安鑫出生于江苏省扬州市宝应县，后随父母定居上海。4岁时参与拍摄了第一部广告片，此后又陆续在几十部视频广告中出镜。

### 演艺经历
2013年9月，石悦安鑫与海清、张译合作出演都市生活轻喜剧《抹布女也有春天》，饰演男主角吴桐的外甥李糖糖，正式出道。
2014年3月，石悦安鑫与佟大为、关悦合作出演都市喜剧《我的儿子是奇葩》，饰演女主角林畅与前夫儿子小豆豆。9月，他在赵宝刚执导的谍战电影《触不可及》中饰演了地下党“回声”的儿子。
2015年6月，石悦安鑫出演都市轻喜剧《小爸妈》，饰演在单亲家庭成长的男孩高子默 。7月，他在都市生活剧《二胎时代》中扮演豪门少妇杜娟的儿子一角。11月，他与孙俪、刘涛共同出演古装剧《芈月传》，饰演乖巧懂事的芈月之子嬴稷。《芈月传》首播收视以城市网北京卫视1.726、东方卫视1.56的成绩，成为黄金时段电视剧收视率排行榜的冠亚军。同时，这一首播收视数字创下了除湖南卫视外，省级卫视台黄金时段电视剧的最好开局成绩。
2016年，石悦安鑫与林心如、袁弘共同出演古装历史剧《秀丽江山之长歌行》，同年，他在古装剧《梦回朝歌》中饰演古灵精怪的哪吒。
2017年，石悦安鑫与刘欢、徐樊溪联袂主演都市家庭剧《淘气爷孙》，饰演在外公外婆溺爱下成长的独生子嘉乐。同年，他因在古装玄幻剧《三生三世十里桃花》中饰演小夜华而受到关注。
2019年，石悦安鑫在剧情、古装、宫廷电视剧《皓镧传》中饰演9岁嬴政。3月1日，参演的电影《神魔契约之如意厨房》上映。
2020年3月20日，参演的电视剧《鬓边不是海棠红》开播。
2021年，石悦安鑫在青春、偶像、古装电视剧《骊歌行》中饰演秦王。3月31日，参演电视剧《明天我们好好过》播出。4月15日，参演的《骊歌行》首播。
2022年1月20日，参演的电视剧《流光之城》播出，在剧中饰演孟九。5月19日，他参演的电视剧《传家》首播。9月27日，主演的志怪单元探案剧《唐朝诡事录》播出，在剧中饰演喜君的小仆少年小将薛环。12月14日，他参演的悬疑电视剧《新少年包拯》播出。
2024年3月30日，石悦安鑫参演的电影《囧爸》在爱奇艺、腾讯视频播出。7月18日，参演电视剧《唐朝诡事录之西行》播出。10月23日，参演电视剧《唐朝诡事录之长安》开机。

## 参演作品

### 电视剧／网络剧
| 播出年份 | 作品名称         | 角色             | 备注       |
| -------- | ---------------- | ---------------- | ---------- |
| 2013年   | 抹布女也有春天   | 李糖糖           |            |
| 2014年   | 我的儿子是奇葩   | 小豆豆           |            |
| 2015年   | 小爸妈           | 高子默           |            |
| 2015年   | 二胎时代         | 韩安安           |            |
| 2015年   | 私房钱           | 庄小惰           |            |
| 2015年   | 芈月传           | 嬴稷（幼年）     |            |
| 2016年   | 乱世丽人行       | 家栋             |            |
| 2016年   | 秀丽江山之长歌行 | 阴兴（童年）     |            |
| 2016年   | 淘气爷孙         | 嘉乐             |            |
| 2016年   | 梦回朝歌         | 哪吒             |            |
| 2016年   | 无名者           | 思成             |            |
| 2016年   | 左眼诡事         | 小白             | 网剧       |
| 2017年   | 三生三世十里桃花 | 夜华（童年）     |            |
| 2017年   | 九州·海上牧云记  | 高无音           | 网剧       |
| 2017年   | 轩辕剑之汉之云   | 多鹏             |            |
| 未播     | 梦回朝歌         | 哪吒             | 2017年拍攝 |
| 2018年   | 凤囚凰           | 百里流桑         |            |
| 2018年   | 烈火如歌         | 谢小风           | 网剧       |
| 2018年   | 娘道             | 隆延宗（7岁）    |            |
| 2018年   | 倾世妖颜         | 荆南苏穆（童年） | 网剧       |
| 2019年   | 皓镧传           | 嬴政（9岁）      | 网剧       |
| 2020年   | 鬓边不是海棠红   | 商细蕊（少年）   | 网剧       |
| 2021年   | 明天我们好好过   | 张阳阳           |            |
| 2021年   | 骊歌行           | 秦王             | 网剧       |
| 2022年   | 流光之城         | 孟九             | 网剧       |
| 2022年   | 传家             | 沈彬（少年）     | 网剧       |
| 2022年   | 唐朝诡事录       | 薛环             | 网剧       |
| 2022年   | 新少年包拯       | 陶艺             | 网剧       |
| 2024年   | 唐朝诡事录之西行 | 薛环             | 网剧       |
| 2025年   | 唐朝诡事录之长安 | 薛环             | 网剧       |

### 电影
| 上映年份 | 电影名称               | 角色     | 备注          |
| -------- | ---------------------- | -------- | ------------- |
| 2014年   | 《触不可及》           | 回声儿子 |               |
| 2019年   | 《神魔契约之如意厨房》 | 乌鸦     |               |
| 2019年   | 《跳舞吧！大象》       | 天天     |               |
| 2020年   | 《如果声音不记得》     | 小辛唐   |               |
| 2024年   | 《囧爸》               | 郝多多   | 2020年7月拍摄 |

## 奖项
| 年份   | 颁奖典礼               | 获奖名称       | 作品       | 结果 | 来源   |
| ------ | ---------------------- | -------------- | ---------- | ---- | ------ |
| 2013年 | 2013年星光宝贝         | 最佳上镜奖     | 不適用     | 獲獎 | [ 2 ]  |
| 2023年 | 第三届新时代国际电视节 | 最佳新人男演员 | 唐朝诡事录 | 獲獎 | [ 12 ] |